# Ronaldia fennahi
Ronaldia fennahi är en insektsart som beskrevs av Alexander Fyodorovich Emeljanov 2000. Ronaldia fennahi ingår i släktet Ronaldia och familjen kilstritar. Inga underarter finns listade i Catalogue of Life.